# 伯王梭
伯王梭 (荷蘭語：Louis Victor Wijnhamer, Jr., 1904年2月11日—1975年5月13日)，印度尼西亚印欧裔社会工作者，在華人社群頗具聲望。

## 生平
1904年出生在荷属东印度，早年在三宝垄和泗水接受过教育，在1930年代早期开始从事社会工作。使用印尼传统艺术哇扬皮影偶戏来推广一夫一妻制和禁欲等主張。1938年贫困儿童成立了一所学校，同时也积极号召为红十字募捐，帮助战乱中的中国。
1938年末，伯王梭使用自己合法募捐到但被指控是勒索的国防基金，修建了另一所学校。1939年又成立了一所就业中心。他在1941年為星辰影業拍攝两部以自己命名的电影。在荷属东印度日占时期，伯王梭被日军关押在东南亚的各个集中营。1948年才被释放回到已经独立的印度尼西亚，他一直从事红十字募捐和经营就业中心直至1975年去世。

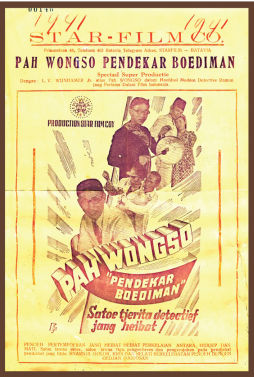
星辰影業电影公司发布的以他的名字命名的电影海报

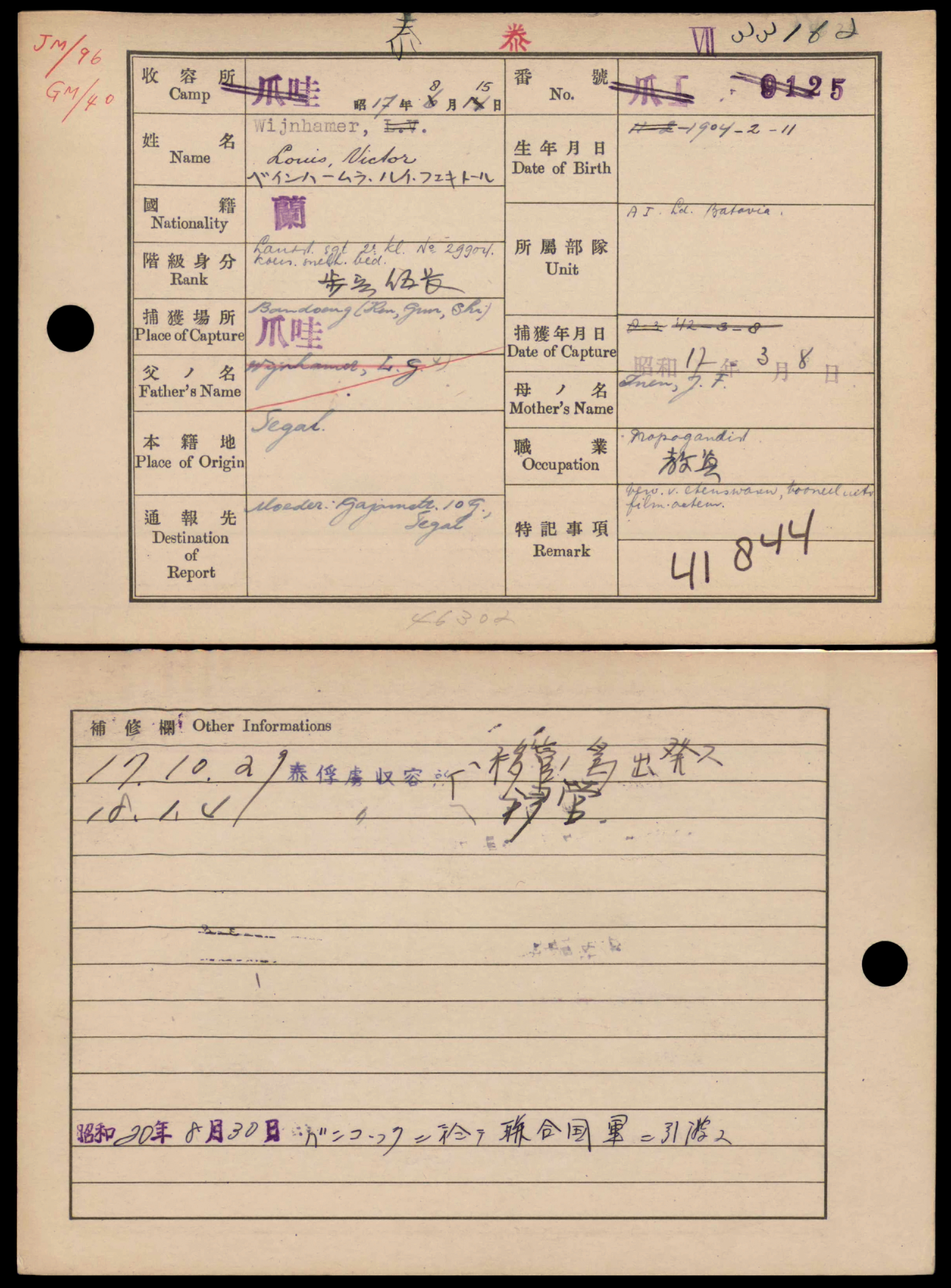
日军在收容所发行的身份证，所有者为伯王梭

## 延伸阅读
- Wongso, Pah.  [Who is Pah Wongso? (L.V. Wijnhamer): His Instinct: Take Care of the Abandoned Children and Protect the Downtrodden]. s.n. c. 1951. OCLC 815201816 （印度尼西亚语）.